# Chen Hao
Chen Hao (Qingdao, 9 de dezembro de 1979) é uma atriz, cantora e modelo chinesa.

## Biografia
Formada pela Academia Central de Drama, com maior atuação em 1997, a atriz chinesa, Chen Hao, ganhou destaque em 1998, após o lançamento de seu premiado filme "Carteiro nas Montanhas". Seu boa atuação lhe deu a oportunidade de trabalhar em mais filmes e na TV. Após 2000/2001 ela ganhou popularidade depois que conseguiu o papel principal no drama de TV "Li Wei the Magistrate". A fama de Chen Hao cresceu por toda parte e em 2001 ela conseguiu um papel em uma peça de comédia de TV chamada "Pink Ladies" em Taiwan. O filme provou ser um blockbuster entre a comunidade chinesa que vive em toda a Ásia.
Como uma das heroínas em Pink Ladies, conquistou o coração dos cinéfilos com sua atuação soberba no papel de uma mulher sensual dada à exploração dos homens. Com filmes de TV como "Demi-Gods and Semi-Devils", de 2003, Chen Hao se tornou um sucesso estrondoso.
Chen Hao era uma mulher de muitos talentos quando começou a cantar e encenar performances. Seu primeiro disco de música chegou ao mercado em 2005, por cortesia do produtor japonês Tetsuya Komuro. Seu álbum, Chen Hao, conquistou o prêmio de cantora mais popular do Channel V em 2006. 
Mais prêmios parecem vir à tona quando recebeu novamente o Prêmio do Júri no Festival de TV de Seul, em 2009, por sua excelente atuação no filme "Live a Luxurious and Dispassionate Life ". Ela retrata o caráter de uma mulher permissiva dada ao jogo e a uma vida indulgente.
Chen, em uma pesquisa on-line de popularidade, conseguiu coletar mais de um milhão de votos declarando-a a "mulher mais bonita" da China.

## Vida pessoal
Nascido na cidade costeira de Qingdao, na província de Shandong, Chen é casada com o magnata dos negócios, David Liu Haifeng. Ela deu à luz uma menina em maio de 2011. 